# Groupe de NGC 7377
Selon A.M. Garcia, le groupe de NGC 7377 comprend au moins dix galaxies situées dans la constellation du Verseau. La distance moyenne entre ce groupe et la Voie lactée est d'environ 41,5 Mpc (∼135 millions d'al).

## Membres
Le tableau ci-dessous liste les dix galaxies du groupe indiquées dans l'article de A.M. Garcia paru en 1993.
| Nom        | Class.        | Type                        | α (J2000.0)      | δ (J2000.0)      | Vitesse radiale (km/s) | m            | Distance (Mpc) | Diamètre (kal) |
| ---------- | ------------- | --------------------------- | ---------------- | ---------------- | ---------------------- | ------------ | -------------- | -------------- |
| NGC 7359   | S0^0^         | Lenticulaire                | 21h 11m 20.09s   | -22° 44′ 48.0″   | 3270 ± 15              | 12,5         | 43,4 ± 3,1     | 188            |
| NGC 7365   | SA(rs)0-?     | Lenticulaire                | 22h 45m 10.0377s | -19° 57′ 07.257″ | 3047 ± 18              | 12,9         | 40,1 ± 2,9     | 139            |
| NGC 7377   | SA(s)0        | Lenticulaire                | 22h 47m 47.50s   | -22° 18′ 43.60″  | 3339 ± 11              | 14,4         | 44,5 ± 3,1     | 224            |
| NGC 7392   | (R':)SB(rs)ab | Spirale barrée              | 22h 51m 48.740s  | -20° 36′ 29.10″  | 3177 ± 1               | 11,9         | 42,0 ± 3,0     | 147            |
| IC 5261    | SB(s)cd       | Spirale barrée              | 22h 54m 25.24s   | --20° 21′ 46.4″  | 3237 ± 3               | 13,2         | 42,9 ± 3,0     | 113            |
| ESO 534-24 | SAB(rs)d?     | Spirale intermédiaire       | 22h 45m 14.74s   | -22° 43′ 50.800″ | 3059 ± 1               | 11,86        | 40,4 ± 2,9     | 90             |
| ESO 603-12 | SB(s)dm?      | Spirale barrée magellanique | 22h 46m 05.6924s | -19° 24′ 55.384″ | 3021 ± 2               | 12,63        | 39,7 ± 2,8     | 141            |
| ESO 603-20 | S pec sp      | Spirale particulière        | 22h 51m 01.3824s | -20° 16′ 07.769″ | 3189 ± 5               | 13,58        | 42,2 ± 3,0     | 101            |
| ESO 603-6  | Pec           | Particulière                | 22h 42m 47.2266s | -21° 09′ 58.958″ | 2984 ± 4               | 13,14 ± 0,09 | 39,2 ± 2,8     | 150            |
| ESO 603-8  | IB(s)m        | Irrégulière magellanique    | 22h 44m 26.7519s | -20° 02′ 00.537″ | 3052 ± 4               | 15,49 ± 0,09 | 40,2 ± 2,8     | 83             |

Le site DeepskyLog permet de trouver aisément les constellations des galaxies mentionnées dans ce tableau ou si elles ne s'y trouvent pas, l'outil du site constellation permet de le faire à l'aide des coordonnées de la galaxie. Sauf indication contraire, les données proviennent du site NASA/IPAC.